# Посо, Алехандро
Алеха́ндро По́со По́со (исп. Alejandro Pozo Pozo; род. 22 февраля 1999) — испанский футболист, вингер клуба «Альмерия» и сборной Испании.

## Клубная карьера
Уроженец Уэвар-дель-Альхарафе (провинция Севилья), Посо является воспитанником кантеры «Севильи». 21 августа 2016 года дебютировал в составе резервной команды, в матче испанской Сегунды против «Жироны».
В августе 2018 года отправился в аренду в «Гранаду». Провёл в команде полный сезон 2018/19, сыграв 30 матчей и забив 4 мяча в рамках Сегунды.
27 августа 2019 года продлил свой контракт с «Севильей» до 2023 года и был включён в основной состав. 26 сентября 2019 года дебютировал в основном составе «Севильи» в матче испанской Примеры против «Эйбара», выйдя на замену Оливеру Торресу.
16 января 2020 года отправился в аренду в «Мальорку» до окончания сезона 2019/20. 19 января провёл свою первую игру за «Мальорку», выйдя на замену в матче Примеры против «Валенсии».

## Карьера в сборной
Выступал за сборные Испании до 19 лет и до 21 года.